# Мюллер, Хилгард
Хилгард Мюллер (африк. Hilgard Muller; англ. Hilgard Muller) — государственный и политический деятель Южно-Африканской Республики. Занимал должность министра иностранных дел с 1964 по 1977 год.

## Биография
Родился 4 мая 1914 года в Почефструме (провинция Трансвааль в Южно-Африканском Союзе). С 1951 по 1957 год был членом городского совета Претории, а в 1953—1955 годах исполнял обязанности мэра этого города. В 1958 году был избран в парламент от Восточной Претории. После выхода ЮАР из Содружества наций, он был назначен послом в Лондоне (1961—1964). Хилгард сыграл важную роль в разработке политики, регулирующей отношения с чёрными африканскими странами. С 1964 по 1977 год был министром иностранных дел ЮАР. В 1977 году он ушёл из политики. Скончался 10 июля 1985 года скончался в Претории в возрасте 71 года.